# Krzyż Wielkopolski
Krzyż Wielkopolski (Duits: Kreuz (Ostbahn)) is een stad in het Poolse woiwodschap Groot-Polen, gelegen in de powiat Czarnkowsko-trzcianecki. De oppervlakte bedraagt 5,83 km², het inwonertal 6317 (2005).
De stad is ontstaan in het midden van de negentiende eeuw bij het dorp Lukatz (Łokacz), destijds in Duitsland gelegen, waar een kruising van twee belangrijke spoorlijnen is aangelegd. Een Oost-West verbinding van Berlijn naar Oost-Pruisen en een lijn vanuit de havenstad Stettin (Szczecin) naar Posen (Poznań). Later volgden nog twee andere lijnen, waardoor Kreuz een belangrijk overstapstation was geworden. Bij dit station ontstond een nederzetting en het trok diverse industriële activiteiten aan. In 1936 kreeg de plaats officieel de naam Kreuz. Aan het einde van de Tweede Wereldoorlog was 85% van Kreuz verwoest. De plaats werd daarna deel van Polen en kreeg de naam Krzyż Wielkopolski